# Cherapunjee
Cherapunjee là một thị trấn thống kê (census town) của quận East Khasi Hills thuộc bang Meghalaya, Ấn Độ.

## Nhân khẩu
Theo điều tra dân số năm 2001 của Ấn Độ, Cherapunjee có dân số 10.086 người. Phái nam chiếm 49% tổng số dân và phái nữ chiếm 51%. Cherapunjee có tỷ lệ 74% biết đọc biết viết, cao hơn tỷ lệ trung bình toàn quốc là 59,5%: tỷ lệ cho phái nam là 74%, và tỷ lệ cho phái nữ là 74%. Tại Cherapunjee, 19% dân số nhỏ hơn 6 tuổi.

## Khí hậu
| Dữ liệu khí hậu của Cherrapunji                                  | Dữ liệu khí hậu của Cherrapunji | Dữ liệu khí hậu của Cherrapunji | Dữ liệu khí hậu của Cherrapunji | Dữ liệu khí hậu của Cherrapunji | Dữ liệu khí hậu của Cherrapunji | Dữ liệu khí hậu của Cherrapunji | Dữ liệu khí hậu của Cherrapunji | Dữ liệu khí hậu của Cherrapunji | Dữ liệu khí hậu của Cherrapunji | Dữ liệu khí hậu của Cherrapunji | Dữ liệu khí hậu của Cherrapunji | Dữ liệu khí hậu của Cherrapunji | Dữ liệu khí hậu của Cherrapunji |
| Tháng                                                            | 1                               | 2                               | 3                               | 4                               | 5                               | 6                               | 7                               | 8                               | 9                               | 10                              | 11                              | 12                              | Năm                             |
| ---------------------------------------------------------------- | ------------------------------- | ------------------------------- | ------------------------------- | ------------------------------- | ------------------------------- | ------------------------------- | ------------------------------- | ------------------------------- | ------------------------------- | ------------------------------- | ------------------------------- | ------------------------------- | ------------------------------- |
| Cao kỉ lục °C (°F)                                               | 26.7 (80.1)                     | 28.9 (84.0)                     | 30.6 (87.1)                     | 28.3 (82.9)                     | 30.2 (86.4)                     | 29.7 (85.5)                     | 30.3 (86.5)                     | 30.3 (86.5)                     | 31.1 (88.0)                     | 30.0 (86.0)                     | 28.7 (83.7)                     | 25.6 (78.1)                     | 31.1 (88.0)                     |
| Trung bình ngày tối đa °C (°F)                                   | 17.2 (63.0)                     | 18.8 (65.8)                     | 21.4 (70.5)                     | 22.7 (72.9)                     | 23.1 (73.6)                     | 23.1 (73.6)                     | 22.9 (73.2)                     | 23.6 (74.5)                     | 23.9 (75.0)                     | 24.0 (75.2)                     | 21.8 (71.2)                     | 18.8 (65.8)                     | 21.8 (71.2)                     |
| Trung bình ngày °C (°F)                                          | 11.5 (52.7)                     | 13.3 (55.9)                     | 16.2 (61.2)                     | 18.3 (64.9)                     | 19.3 (66.7)                     | 20.3 (68.5)                     | 20.2 (68.4)                     | 20.8 (69.4)                     | 20.5 (68.9)                     | 19.7 (67.5)                     | 16.7 (62.1)                     | 13.2 (55.8)                     | 17.5 (63.5)                     |
| Tối thiểu trung bình ngày °C (°F)                                | 6.6 (43.9)                      | 8.7 (47.7)                      | 12.1 (53.8)                     | 14.4 (57.9)                     | 16.1 (61.0)                     | 17.7 (63.9)                     | 18.1 (64.6)                     | 18.2 (64.8)                     | 17.6 (63.7)                     | 15.3 (59.5)                     | 11.4 (52.5)                     | 8.2 (46.8)                      | 13.7 (56.7)                     |
| Thấp kỉ lục °C (°F)                                              | −1.0 (30.2)                     | 0.3 (32.5)                      | 0.6 (33.1)                      | 3.9 (39.0)                      | 3.3 (37.9)                      | 9.2 (48.6)                      | 10.0 (50.0)                     | 9.0 (48.2)                      | 12.4 (54.3)                     | 7.8 (46.0)                      | 3.7 (38.7)                      | 1.7 (35.1)                      | −1.0 (30.2)                     |
| Lượng mưa trung bình mm (inches)                                 | 15.5 (0.61)                     | 53.7 (2.11)                     | 364.1 (14.33)                   | 792.4 (31.20)                   | 1.297,1 (51.07)                 | 2.608,1 (102.68)                | 2.665,4 (104.94)                | 1.768,7 (69.63)                 | 1.089,7 (42.90)                 | 461.4 (18.17)                   | 49.3 (1.94)                     | 10.2 (0.40)                     | 11.175,8 (439.99)               |
| Số ngày mưa trung bình                                           | 1.4                             | 2.5                             | 7.4                             | 16.1                            | 20.7                            | 25.2                            | 27.8                            | 24.1                            | 18.2                            | 7.6                             | 1.6                             | 0.8                             | 153.5                           |
| Độ ẩm tương đối trung bình (%) (at 17:30 IST)                    | 76                              | 73                              | 72                              | 82                              | 86                              | 91                              | 93                              | 90                              | 90                              | 85                              | 79                              | 79                              | 83                              |
| Nguồn 1: Cục Khí tượng Ấn Độ                                     |                                 |                                 |                                 |                                 |                                 |                                 |                                 |                                 |                                 |                                 |                                 |                                 |                                 |
| Nguồn 2: Trung tâm Khí hậu Tokyo (nhiệt độ trung bình 1981–2010) |                                 |                                 |                                 |                                 |                                 |                                 |                                 |                                 |                                 |                                 |                                 |                                 |                                 |